# Paweł Salacz
Paweł Salacz (ur. 7 lipca 1997) – polski piłkarz ręczny, obrotowy, od 2016 zawodnik Wybrzeża Gdańsk.

## Kariera sportowa
Jako junior występował w Orliku Brzeg i Olimpie Grodków. Następnie był uczniem i zawodnikiem SMS-u Gdańsk, w którego barwach rozegrał w ciągu dwóch sezonów 35 meczów w I lidze i zdobył 62 gole.
W 2016 przeszedł do Wybrzeża Gdańsk. W Superlidze zadebiutował 10 września 2016 w przegranym spotkaniu z Vive Kielce (19:31), w którym rzucił jedną bramkę. W połowie sezonu 2016/2017 zerwał więzadła na jednym z treningów. Jego przebiegającą poprawnie rehabilitację przedłużyły komplikacje z chrząstką (przyjmował zastrzyki z komórek i kwasu hialuronowego). Do gry powrócił po 15 miesiącach, występując 11 kwietnia 2018 w wygranym meczu z KPR-em Legionowo (28:22). Sezon 2017/2018 zakończył z sześcioma występami i 10 golami na koncie. W sezonie 2018/2019, po odejściu Łukasza Rogulskiego do Azotów-Puławy, stał się podstawowym obrotowym Wybrzeża – rozegrał 35 meczów i rzucił 90 bramek, a ponadto otrzymał nominację do nagrody dla najlepszego kołowego Superligi.
W 2015 uczestniczył w mistrzostwach świata U-19 w Rosji, podczas których wystąpił w trzech meczach. W 2016 wziął udział w mistrzostwach Europy U-20 w Danii, w których rozegrał siedem spotkań i zdobył osiem goli. W 2017 zagrał w trzech meczach kwalifikacyjnych do mistrzostw świata U-21, w których rzucił sześć bramek.
W reprezentacji Polski zadebiutował 12 grudnia 2018 w przegranym meczu towarzyskim z Niemcami (23:35), w którym zdobył dwa gole.

## Statystyki
| Klub                            | Sezon     | Liga      | Liga | Liga | Liga | Puchar Polski | Puchar Polski | Puchar Polski | Razem | Razem | Razem |
| Klub                            | Sezon     | Liga      | M    | B    | Śr.  | M             | B             | Śr.           | M     | B     | Śr.   |
| ------------------------------- | --------- | --------- | ---- | ---- | ---- | ------------- | ------------- | ------------- | ----- | ----- | ----- |
| SMS Gdańsk                      | 2014/2015 | I liga    | 11   | 14   | 1,3  | –             | –             | –             | 11    | 14    | 1,3   |
| SMS Gdańsk                      | 2015/2016 | I liga    | 24   | 48   | 2    | –             | –             | –             | 24    | 48    | 2     |
| SMS Gdańsk                      | Razem     | Razem     | 35   | 62   | 1,8  | –             | –             | –             | 35    | 62    | 1,8   |
| Wybrzeże Gdańsk                 | 2016/2017 | Superliga | 16   | 5    | 0,3  | 1             | 7             | 7             | 17    | 12    | 0,7   |
| Wybrzeże Gdańsk                 | 2017/2018 | Superliga | 6    | 10   | 1,7  | 0             | 0             | 0             | 6     | 10    | 1,7   |
| Wybrzeże Gdańsk                 | 2018/2019 | Superliga | 35   | 90   | 2,6  | 2             | 6             | 3             | 37    | 96    | 2,6   |
| Wybrzeże Gdańsk                 | Razem     | Razem     | 57   | 105  | 1,8  | 3             | 13            | 4,3           | 60    | 118   | 2     |
| Stan na koniec sezonu 2018/2019 |           |           |      |      |      |               |               |               |       |       |       |